# Thyreus uniformis
Thyreus uniformis är en biart som först beskrevs av William Forsell Kirby 1900.  Thyreus uniformis ingår i släktet Thyreus och familjen långtungebin. Inga underarter finns listade i Catalogue of Life.